# كلارك بيرنهام
كلارك بيرنهام هو سياسي أمريكي، ولد في 22 مايو 1802، وتوفي في 30 ديسمبر 1871. نشط حزبياً في الحزب الديمقراطي. وقد انتخب عضو جمعية ولاية نيويورك ‏ وانتخب عضو مجلس ولاية نيويورك ‏.